# قاسملی، ماسال‌لی

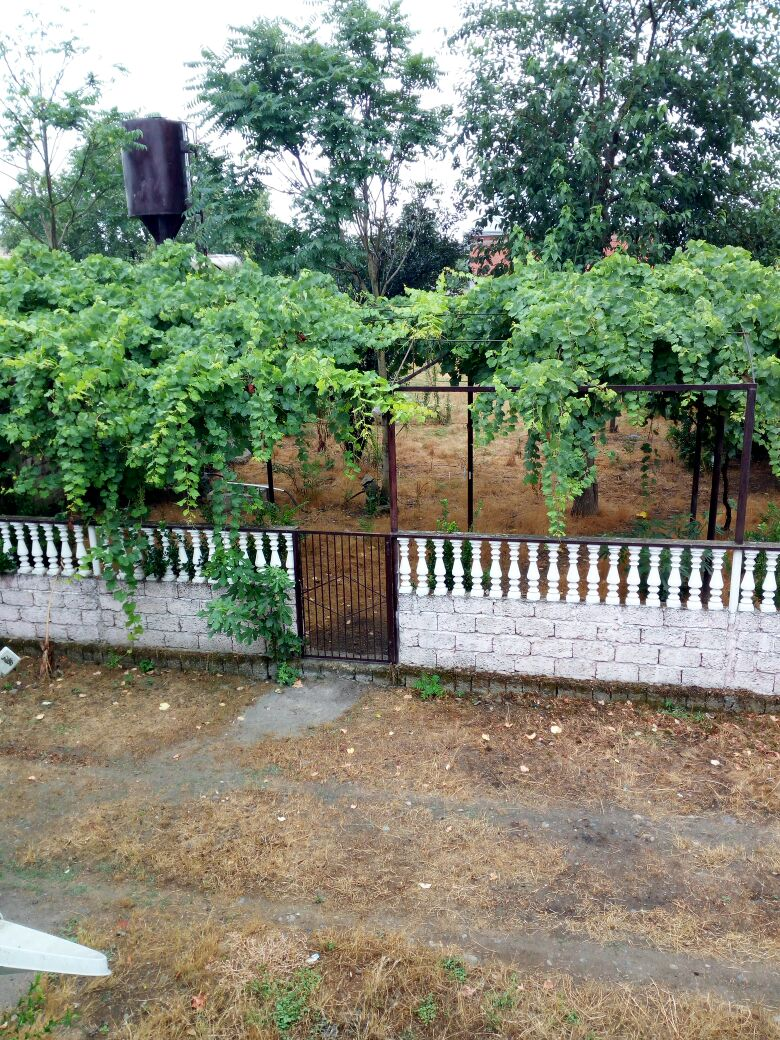

قاسملی (به ترکی آذربایجانی: Qasımlı) یک منطقه مسکونی در جمهوری آذربایجان است که در شهرستان ماساللی واقع شده‌است. قاسملی ۲۰۷۹ نفر جمعیت دارد.